# Ngô Văn Long
Ngô Văn Long – wietnamski zapaśnik walczący w stylu wolnym. Złoty medalista igrzysk Azji Południowo-Wschodniej w 2003 roku.